# Општина Ваља Маре (Валча)
Ваља Маре (рум. Valea Mare) општина је у Румунији у округу Валча.
Oпштина се налази на надморској висини од 226 m.